# كريستوف تشيفرير
كريستوف تشيفرير (بالفرنسية: Christophe Chevrier)‏ هو موجه قوارب ‏ فرنسي، ولد في 28 أغسطس 1963.

## وصلات خارجية
- كريستوف تشيفرير على موقع الاتحاد الدولي للتجديف (الإنجليزية)
- كريستوف تشيفرير على موقع اللجنة الأولمبية الدولية (الإنجليزية)
- كريستوف تشيفرير على موقع أوليمبيديا (الإنجليزية)